# Детто Маріано
Детто Маріано (італ. Detto Mariano; справжнє ім'я Маріано Детто; 27 липня 1937, Монте-Урано — 25 березня 2020, Мілан, Італія) — італійський композитор, аранжувальник, пісняр, піаніст, музичний продюсер і видавець.
Співпрацював з низкою артистів, найвідомішими з яких є Адріано Челентано, Аль Бано, гурт «I Camaleonti», Маріо дель Монако, Міна і Лучіо Баттісті, ставши одним з найвідоміших італійських аранжувальників. Деякі пісні, з аранжуванням Детто Маріано, увійшли в історію італійської поп-музики. Він також написав музику для багатьох успішних пісень і саундтреків.

## Біографія

### Початок
Мати майбутнього композитора Детто Маріано, яка народилася в травні 1915 року, під час Першої світової війни, отримала ім'я «Гверра» (іт. «Guerra»), що в перекладі з італійської означає «Війна». Пізніше ім'я було змінено на «Гера» (незважаючи на те, що всі родичі звали її Еддою) Анібальді; її батько, Мікеле, був органістом-любителем, він же і викладав Маріано з дитинства перші уроки музики. В переддень Різдва 1943 року, у віці шести років, під час нічної меси, Маріано вперше зіграв у храмі церковну музику.
У 1946 році сім'я переїхала по роботі в Турин, де жила на горищі на вулиці Карло Альберто, 41. У столиці П'ємонту Маріано допомагав своєму батькові в роботі шевцем, продаючи разом з матір'ю взуття на місцевих ринках.
Після декількох років перерви у музичних вправах, Маріано випадково у 14 років вперше зіграв на піаніно під час шкільної поїздки (раніше він завжди грав на фісгармонії). З цього моменту, переконавши батька взяти напрокат піаніно, він знову почав грати; окрім цього, він не нехтував і навчанням, здобувши вищу освіту в області бухгалтерського обліку.
У 1958 році Маріано вперше увійшов у світ поп-музики: його фактично як піаніста найняв туринський співак Руді Ансельмо. Саме разом з Ансельмо, текстярем, і ліриком Ріккардо Беллато Маріано почав писати свої перші пісні.
У 1960 році Маріано був змушений перервати свою музичну діяльність у зв'язку з призовом на військову службу, яку він провів у казармах 7-ї артилерійської частини Турина.

### Адріано Челентано іКлан
Під час військової служби Маріано зустрів новобранця Адріано Челентано, який на той час був відомим співаком, після цього у нього з ним зав'язалися дружні стосунки. Челентано запропонував йому приєднатися клавішником до гурту-супроводу його виступів «I Ribelli», з цієї причини після закінчення військової служби Маріано переїхав в Мілан. Потім він працювати піаністом і аранжувальником гурту під час живих виступів Челентано (на концертах він відтворював аранжування, написані Еціо Леоні і Джуліо Лібано для лейблу «Jolly», де записувався Челентано).
Коли співак та пісняр Челентано вирішив створити власний лейбл запису музики «Клан Челентано» («Clan Celentano»), Детто Маріано зробив на той час сміливий крок, ставши офіційним аранжувальником лейблу: першим його твором на цій посаді стала пісня «Sei rimasta sola», яка мала великий успіх.
Потім Маріано почав аранжувати записи, зроблені іншими артистами студії «Клан», серед яких Рікі Джанко, Дон Бакі, гурт «La ragazza del Clan», Джино Сантерколе тощо; також він працював для супутніх з «Кланом» лейблами, таких як «Ciao! Ragazzi» і «Fantasy», створюючи аранжування до перших записів таких артистів, як Іко Черутті, Аль Бано, Гвідоне і Піладе.
З квітня 1962 року по грудень 1967 року Маріано був аранжувальником всіх записів артистів «Клану»; він також організував живі виступи артистів на різних музичних заходах того часу, наприклад: на фестивалі в Сан-Ремо, дискотеці «Un disco per l'estate», «Фестивальбарі», Міжнародній виставці естрадної музики у Венеції.
У той же час Маріано продовжує свою діяльність як композитор, а іноді і як автор текстів пісень; він також займався створенням саундтреків (першою з яких стала однойменна платівка, що містила музику до фільму «Якийсь дивний тип» 1963 року, де головну роль виконав Челентано).

### Співпраця з Доном Бакі
Між 1961-м і 1973-м роками в результаті тісної співпраці між Доном Бакі (він же Альдо Капоні) і Детто Маріано з'явилися такі пісні, як «L'immensità», «Canzone», «Casa Bianca», «Un sorriso» і багато інших. У 1990 році Дон Бакі подав на Маріано в суд, вимагаючи повного авторства пісень. 11 березня 2009 року Верховний касаційний суд остаточно відхилив позов Дона Бакі, вважаючи його повністю необґрунтованим.

### ПісляКлану, наступна кар'єра композитора й аранжувальника
У 1968 році через сильні розбіжності у відносинах між Доном Бакі і Адріано Челентано, Маріано залишає «Клан» і починає працювати з артистами, пов'язаними з іншими лейблами звукозапису, такими як «EMI», «CBS», «Dischi Ricordi» й іншими. Саме цього часу, на лейблі «Numero Uno» розпочалася його співпраця з піснярем Лучіо Баттісті. Маріано створив аранжування майже до всіх пісень Баттісті, серед яких: "Mi ritorni in mente, «Acqua azzurra, acqua chiara», «Fiori rosa, fiori di pesco».
Завдяки лейблу «Dischi Ricordi», у Маріано з'явилася можливість працювати з такими виконавцями, як Боббі Соло («Gypsy» і «Siesta»), Мільва («Un sorriso») і «Equipe 84» («Tutta mia la città»); поза цим лейблом він співпрацював з гуртом «Chameleons» (записав пісні «L'ora dell'amore», «Applausi» і альбом «Vita d'uomo»). Після переходу Маріано в лейбл «Voce del Padrone» («EMI»), він не лише працював з Аль Бано (записав пісню «Nel sole»), але й став свідком шлюбу цього співака з Роміною Павер. На цьому ж лейблі він також працював з дуже молодим співаком Едоардо Беннаті для синглу «Marylou» / «La fine del mondo», який вийшов на платівці у 45 обертів.

### Сімдесяті роки: повернення вКлан
У вересні 1971 року, через чотири роки, Маріано відновив відносини з «Кланом Челентано»: з цього моменту він на постійній основі працює у цій студії.
До цього періоду відноситься така знаменита пісня Челентано «Prisencolinensinainciusol». Пісні, аранжування до якої створив Маріано, вдалося потрапити в чарти США (де вона посіла 70 сходинку).
Ці роки перебування Маріано у студії були дуже творчо насиченними для нього: він складав саундтреки, реалізувавши, серед іншого, такий проект Челентано, як «Юппі-Ду» 1974 року.

### Інші справи
У 1975 році Маріано продюсував LP для відомого тенора Маріо дель Монако, для якого він аранжував пісню «Un amore so grande» і склав пісню «My first angel», яку пізніше заспівав і Клаудіо Вілья.
Після знайомства з Ренато Рашелем, для якого він створив аранжування до пісні «Sì, buonasera» (відразу очолила чарти), Маріано разом з цим співаком та римським артистом Діно Верде брав участь у створенні музичної комедії «У роті НЛО» («In bocca all'ufo»), яка з успіхом пройшла спочатку в Театрі «Сістіна» у Римі, а потім і по всій Італії протягом сезону 1979—1980 років.
Також у 1979 році Маріано почав діяльність як композитор тематичних пісень для мультфільмів, включаючи «Mazinga», «Temple e Tam Tam», «Judo Boy», «Gundam», «Astroganga», «Piccola Lulu», «I bon bon di Lilly». Також він написав два сингли для співачки Крістіни Д'Авени, «Il grande sogno di Maya»/«Rascal — Il mio amico orsetto» і «Le avventure della dolce Katy»/«Lo strano mondo di Minù», які так само стали саундтреками до мультфільмів.
Цього періоду Маріано заснував свій власний лейбл під назвою «CLS». Після «CLS Records» він заснував ще один лейбл, «Meeting Music». Перший (розташовувався в Мілані за адресою П'яццетта Паттарі 1/3, а потім — на Віале Саботіно 2) під керівництвом Піно Чанчйозо займався прямим розподілом творів серед оптових продавців, а другим був підпорядкований лейблу «Ricordi» (зі штаб-квартирою на Віа Берше 2 в Мілані), під керівництвом Паскуале Ідзо.
Окрім цього, у вісімдесятих роках Маріано працював над створенням саундтреків до телепередач, включаючи «Drive In» і «Due assi per un turbo».

### Вісімдесяті і дев'яності роки: кіно
Наприкінці сімдесятих років Маріано увійшов у світ кіно, як кінокомпозитор, першою роботою з його саундтреками став фільм «Рататаплан» 1979 року, режисера Мауріціо Нікетті.
У вісімдесятих роках він склав, віддиригував і спродюсував серію саундтреків до таких фільмів, як «Ось рука», «Приборкання норовистого», «Спагетті опівночі» і «Токсична любов».

### 2000-ні роки
У 2005 році Маріано виграв перший, другий і третій призи на спеціальному конкурсі «поезій з оригінальною музикою» під назвою «Biennale della Poesia», що проходив у «Палаці кіно» в Венеції, в якому брали участь такі актори, як Арнольдо Фоа, Нандо Гадзоло, Ремо Джіроне й інші.
У 2006 році композитор був нагороджений «Золотим левом за кар'єрні заслуги» разом з Тоні Ренісом, Аль Бано, Едоардо В'янелло та став єдиним музикантом, удостоєним нагороди «Золота гондола», яка до цього моменту надавався тільки співакам.
У липні 2007 року Маріано отримав «Премію за життєві досягнення» на сьомому Гран-прі «Corallo Città di Alghero».
Детто Маріано також був музичним видавцем (створив компанію «Detto Music») і засновником лейблу «Love», який потім був пейменований на «CLS».
9 вересня 2011 року Детто Маріано, також відомий як Альфонсо, став почесним громадянином Поджо-Бустоне, де народився Лучіо Баттісті, під час фіналу присудження «Премії Поджо-Бустоне».
У травні 2013 року Маріано отримав медаль «Beato Angelico per il Rinascimento» під час подвійного концерту, який проходив в церкві Санто-Стефано-аль-Понте у Флоренції. Протягом вечора він представив пісню «Ieri, Oggi Sempre» (написану до ювілею 2000 року), виконавши її з колективом з 8 хорів (близько 300 хористів) та Симфонічним оркестром «Maberliner» з Пістої, заснованого диригентом Ріккардо Чіррі. Також у виконанні пісні взяли участь оперна співачка-сопрано Мартіна Ферраріні і диригент Неєміа Хантер Браун.

### Смерть
Детто Маріано помер в Мілані в ніч на 25 березня 2020 року у віці 82 років після двотижневої госпіталізації в реанімації через COVID-19. Він був похований у сімейному склепі на міланському кладовищі Маджоре.

## Дискографія

### Альбоми
- 1963 — Uno strano tipo (Clan Celentano, ACC 40000, LP)
- 1975 — Dedicato a... (CGD, 65748, LP)
- 1980 — Ratataplan (CAMCAM, AMP 224, LP)
- 1980 — Qua la mano (Fonit Cetra, LPX 85, LP)

### Сингли
- 1978 — Ave Maria di Schubert/Dear mr. Man (CLS, MDF 002, 7")
- 1980 — Ho fatto splash I/Ho fatto splash II (CAM, AMP 231, 7")

### Композитор
| Рік  | Пісня                     | Виконавець                                  | Автор тексту                           | Автор музики                         |
| ---- | ------------------------- | ------------------------------------------- | -------------------------------------- | ------------------------------------ |
| 1958 | Sono pazzo di te          | Руді Анселмо                                | Ріккардо Беллато                       | Детто Маріано                        |
| 1961 | Ciao amore                | Адріано Челентано                           | Ріккардо Беллато                       | Детто Маріано і Адріано Челентано    |
| 1961 | 200 all'ora               | I Ribelli                                   | інструментал                           | Детто Маріано                        |
| 1961 | Enrico VIII               | I Ribelli                                   | інструментал                           | Детто Маріано                        |
| 1963 | Alle nove al bar          | I Ribelli                                   | Могол і Джино Сантерколе               | Детто Маріано і Джорджо Бенаккіо     |
| 1964 | Terribilmente             | Луї Ді Маджо                                | Мікі Дель Прете і Дон Бакі             | Детто Маріано і Дон Бакі             |
| 1965 | Quando il sole scenderà   | Іко Черутті                                 | Мікі Дель Прете і Алессандро Коломбіні | Детто Маріано                        |
| 1965 | Quanti ragazzi            | Ізабелла Йанетті                            | Мікі Дель Прете і Дон Бакі             | Детто Маріано і Адріано Челентано    |
| 1965 | Ma con chi                | Solidea                                     | Мікі Дель Прете і Лучано Беретта       | Детто Маріано і Адріано Челентано    |
| 1966 | La mia ciccia             | Лоренцо Пілат                               | Лучано Беретта і Мікі Дель Прете       | Детто Маріано і Лоренцо Пілат        |
| 1966 | Io punto tutto su di te   | The Bachelors                               | Лучано Беретта і Мікі Дель Прете       | Детто Маріано і Адріано Челентано    |
| 1967 | L'immensità               | Дон Бакі, Джонні Дореллі і Negramaro (2005) | Могол і Дон Бакі                       | Детто Маріано і Дон Бакі             |
| 1967 | Torno sui miei passi      | Адріано Челентано                           | Лучано Беретта і Мікі Дель Прете       | Детто Маріано                        |
| 1967 | Non sono Frank Sinatra    | Лоренцо Пілат                               | Лучано Беретта і Мікі Дель Прете       | Детто Маріано і Лоренцо Пілат        |
| 1967 | Le vitamine               | Тео Теоколі                                 | Мікі Дель Прете і Дон Бакі             | Детто Маріано і Адріано Челентано    |
| 1968 | Canzone                   | Дон Бакі, Адріано Челентано і Мільва        | Дон Бакі                               | Детто Маріано і Дон Бакі             |
| 1968 | Un minuto e non di più    | Мілена Канту                                | Ріккардо Праделла                      | Детто Маріано                        |
| 1969 | Cominciava così           | Equipe 84                                   | Мауріціо Ванделлі                      | Детто Маріано і Мауріціо Ванделлі    |
| 1969 | Acqua di mare             | Роміна Павер                                | Віто Паллавічіні                       | Детто Маріано і Аль Бано             |
| 1970 | Uno qualunque             | Джуліана Вальчі                             | Оскар Авогадро                         | Детто Маріано                        |
| 1970 | Quel poco che ho          | Аль Бано                                    | Лучано Беретта                         | Детто Маріано і Аль Бано             |
| 1971 | Due occhi chiari          | Роміна Павер                                | Роміна Павер                           | Детто Маріано і Роміна Павер         |
| 1973 | Battista                  | Уголіно                                     | Уголіно                                | Детто Маріано і Джузеппе Каппеллетті |
| 1973 | Il robot                  | Уголіно                                     | Уголіно                                | Детто Маріано і Джузеппе Каппеллетті |
| 1975 | Anna Anna                 | La Quinta Faccia                            | Детто Маріано                          | Детто Маріано                        |
| 1975 | Una donna                 | La Quinta Faccia                            | Детто Маріано                          | Детто Маріано                        |
| 1977 | Amarti, volerti, pensarti | Клаудія Морі                                | Антоніо Бальдуччі                      | Детто Маріано                        |
| 1977 | Una vita diversa          | Camaleonti                                  | Детто Маріано                          | Тоніно Кріпецці                      |
| 1979 | Il mio primo angelo       | Маріо Дель Монако                           | Андреа Ло Веккйо                       | Детто Маріано                        |
| 1979 | Ratataplan                | Раффаелла Карра                             | Детто Маріано                          | Детто Маріано                        |
| 1979 | Figli di Giove            | Galaxy Group                                | Детто Маріано                          | Детто Маріано                        |
| 1981 | Non te ne andare via      | Маріо Дель Монако                           | Детто Маріано                          | Детто Маріано                        |
| 1982 | Io senza te non vivo      | Джузеппе Ді Стефано                         | Андреа Ло Веккйо                       | Детто Маріано                        |

### Аранжування
| Рік  | Виконавець               | Платівка                                               | Лейбл                         |
| ---- | ------------------------ | ------------------------------------------------------ | ----------------------------- |
| 1964 | Мілена Канту             | Eh!Già/Ogni sera al bar (45)                           | Clan Celentano ACC 24014      |
| 1965 | Адріано Челентано        | Non mi dir                                             | Clan Celentano ACC 40002      |
| 1965 | Боббі Соло               | Il secondo LP di Bobby Solo; brano Te vojo bene assaie | Dischi Ricordi MRL 6045       |
| 1966 | Адріано Челентано        | La festa                                               | Clan Celentano ACC 40006      |
| 1966 | Боббі Соло               | Per far piangere un uomo/Luna del lunedì (45)          | Dischi Ricordi SRL 10433      |
| 1966 | Адріано Челентано        | Il ragazzo della via Gluck                             | Clan Celentano ACC 40007      |
| 1966 | Боббі Соло               | Non c'è più niente da fare/Serenella (45)              | Dischi Ricordi SRL 10440      |
| 1967 | Аль Бано                 | Nel sole                                               | La voce del padrone psq 048   |
| 1967 | Боббі Соло               | San Francisco/Peek a boo (45)                          | Dischi Ricordi SRL 10467      |
| 1968 | Боббі Соло               | Siesta/A presto, ciao... ti amo (45)                   | Dischi Ricordi SRL 10487      |
| 1968 | Лучіо Баттісті           | Prigioniero del mondo/Balla Linda (45)                 | Dischi Ricordi SRL 10495      |
| 1968 | Боббі Соло               | Una granita di limone/Vaya con Dios (45)               | Dischi Ricordi SRL 10503      |
| 1968 | Лучіо Баттісті           | La mia canzone per Maria/Io vivrò (senza te) (45)      | Dischi Ricordi SRL 10513      |
| 1969 | Боббі Соло               | Zingara/Piccola ragazza triste (45)                    | Dischi Ricordi SRL 10527      |
| 1969 | Camaleonti               | Vita d'uomo                                            | CBS 52724                     |
| 1969 | Франко Джуїді            | Dai Benedetto/Amico mio riposati (45)                  | RCA Talent TL 23              |
| 1969 | Боббі Соло               | Domenica d'agosto/Una donna che passò (45)             | Dischi Ricordi SRL 10545      |
| 1969 | Аль Бано                 | Pensando a te                                          | La voce del padrone qelp 8188 |
| 1969 | Лучіо Баттісті           | Acqua azzurra, acqua chiara/Dieci ragazze (45)         | Dischi Ricordi SRL 10538      |
| 1969 | Едоардо Беннато          | Marylou/La fine del mondo (45)                         | Numero Uno ZN 50004           |
| 1969 | Лучіо Баттісті           | Mi ritorni in mente/7 e 40 (45)                        | Dischi Ricordi SRL 10567      |
| 1969 | Адріано Челентано        | Le robe che ha detto Adriano                           | Clan Celentano BF 502         |
| 1970 | Лучіо Баттісті           | Emozioni                                               | Dischi Ricordi SMRL 6079      |
| 1970 | Міна Мадзіні             | Insieme/Viva lei (45 giri)                             | PDU                           |
| 1972 | Адріано Челентано        | I mali del secolo                                      | Clan Celentano BFM 701        |
| 1973 | Адріано Челентано        | Nostalrock                                             | Clan Celentano CLN 65764      |
| 1974 | Адріано Челентано        | Bellissima/Stringimi a te (45)                         | Clan Celentano CLN 2443       |
| 1975 | Адріано Челентано        | Yuppi du                                               | Clan Celentano CLN 69120      |
| 1976 | Адріано Челентано        | Svalutation/La barca (45)                              | Clan Celentano CLN 4375       |
| 1978 | Ренато Рашель            | Sì... buonasera!/Un cuore con la K(45)                 | CBS/CGD CBS 6822              |
| 1979 | Galaxy Group             | Mazinga Z/Figli di Giove (45)                          | Meeting MMC 102               |
| 1979 | Tam Tam                  | Temple e Tam Tam/Erba fresca(45)                       | Meeting MMC 103               |
| 1979 | Billy's Gang             | Billy il bugiardo(45)                                  | Meeting CBS 8214              |
| 1980 | Пітер Реі                | Gundam/Bright(45)                                      | Meeting MMC 106               |
| 1980 | Judo Boy                 | Judo Boy/Ken(45)                                       | Meeting MMC 107               |
| 1980 | Galaxy Group             | Astroganga/Maya (45)                                   | Meeting MMC 108               |
| 1980 | Angelo e il gruppo clown | Piccola Lulù/Tubby(45)                                 | Meeting MMC 116               |
| 1982 | Il Piccolo Coro di Lilly | I bon bon di Lilly/Toto (45)                           | Meeting/CLS MMC 121           |
| 1982 | Патріція Таппареллі      | Io e te(45)                                            | G&G Records GG 0031           |
| 1982 | Джузеппе Ді Стефано      | Malafemmena (45)                                       | CLS MDRL-28166                |
| 1985 | Крістіна Д'Авена         | Il grande sogno di Maya                                | Five Record FM 13092          |
| 1985 | Крістіна Д'Авена         | Le avventure della dolce Katy                          | Five Record FM 13098          |

## Фільмографія

### Кінокомпозитор
- 1968 — Четверта стіна
- 1975 — Юппі-Ду
- 1976 — Гола принцеса
- 1976 — Живи веселіше, розважайся з нами
- 1979 — Рататаплан
- 1979 — Субота, неділя та п'ятниця
- 1979 — Милий
- 1980 — Цукор, мед та перчик
- 1980 — Ось рука
- 1980 — Приборкання норовистого
- 1980 — Дружина у відпустці... коханка в місті
- 1980 — Моя дружина — відьма
- 1981 — Найкрутіший
- 1981 — Ас
- 1981 — Манолеста
- 1981 — Вбивство в китайському ресторані
- 1981 — Спагетті опівночі
- 1981 — Круасани з вершками
- 1981 — Попка і сорочка
- 1982 — Багаті, дуже багаті ... насправді в одних трусах
- 1982 — Акапулько, перший пляж ... зліва
- 1982 — Будинок з привидами
- 1982 — Виключно правдиво
- 1982 — З печаттю
- 1983 — Токсична любов
- 1983 — Вуличний кат
- 1984 — Сільський хлопець
- 1985 — Мій брат приїхав
- 1986 — Буркотун
- 1986 — Універмаги
- 1986 — Юпі — Успішна молодь
- 1986 — Вбивця все ще з нами
- 1987 — Головоріз
- 1990 — Тут був замок з сорока собаками

### Актор
- Суперпограбування в Мілані (1964)
- Юппі-Ду (1975)